# 喧嘩番長6〜ソウル&ブラッド〜
『喧嘩番長6〜ソウル&ブラッド〜』（ケンカバンチョウ6 ソウル アンド ブラッド）は、スパイク・チュンソフトより2015年1月15日に発売されたニンテンドー3DS専用ゲームソフト。

## 概要
『喧嘩番長』シリーズの通算7作目にしてナンバリング第6作。
シリーズでは初となる、任天堂製ゲーム機をプラットフォームとした作品である。開発は『ガチトラ! 〜暴れん坊教師 in High School〜』等を手掛けたスタジオ斬が担当。監督・脚本は『ガチトラ!』に続き、シリーズの生みの親である松本朋幸が務めた。松本が脚本を手掛けるのはシリーズでは『喧嘩番長4 一年戦争』以来となる。今回のイメージキャラクターにはダイアモンド☆ユカイが、及び主題歌には彼の歌唱する『Kids of Soul & Bloods』が起用されている。
シリーズ従来の箱庭型ADVのシステムを継承しつつ、新たに3年間の高校生活をシミュレートするSLG要素や、漫画的表現を採用したビジュアル演出などが新要素として盛り込まれている。また、イベントシーンでは『喧嘩番長2 フルスロットル』以来となるキャラクターボイスが実装されている。ストーリーは『喧嘩番長3 全国制覇』以降のような「喧嘩で最強を目指す」と言った流れではなく、『1』『2』の頃に近い内容に回帰しており、同作に存在した「フリーミッション（人助け）」も復活している。一方、『喧嘩番長5 漢の法則』の「アジトのリフォーム」、『4』の「校章集め」、『3』の舞台である郷都への修学旅行などと言った過去作の要素も多数導入されており、シリーズの集大成とも言える内容となっている。また、様々なミニゲームが収録されており、中でも「釣り」「テニス」は『ガチトラ!』のものとほぼ同じシステムが採用されている。なお、今回も恋愛要素は健在だが、恋愛対象ヒロインが一人に絞られている。

### システム
今作から新たに導入されたもの、過去作から大きく変更されたものを記載する。
タンカバトル
今回のタンカバトルは制限時間以内に指定された方向にスティックを倒す形になっている。入力に全て成功すると、予め入手してあるタン語から4つがランダムで選ばれ、そこから選択したタン語に応じて先制攻撃と共に「攻撃力アップ」「敵を気絶させる」などの追加効果が発生する。入力に失敗すると敵のタン語が発動し、先制攻撃を受けてしまう。シブシャバ度は下がるが、不意打ちも可能。また、敵も不意打ちを仕掛けてくる事があり、その際はタイミング良くボタンを押して受け止める、あるいは避ける事ができる。
シャミセン
喧嘩中以外に使用可能。『3』以前のタンカバトルのように複数の台詞を組み合わせて行う。メンチを切ってきた相手に対して成功するとシブシャバ度を下げる事なく喧嘩を回避できる。一般人に対してだと（男女問わず）ナンパ扱いとなり、しばらく相手が追随するようになる。また、旧作のタンカバトル同様、裏正解や微妙に間違えた際に受けるツッコミも用意されている。
高校生活
本作のストーリーは『4』同様に主人公が高校で過ごす日々を描くものとなっているが、一年間の『4』に対して本作は入学から卒業までの三年間の物語となっている。一年間は三学期＋夏と冬の長期休みで構成され、一つの期間が章一つ分にあたる。本筋のストーリー以外にも、学期によっては球技大会や修学旅行と言った学校行事も発生し、他にも夏休みのアルバイトなどと言ったそれぞれの時期に応じたイベントが用意されており、文字通り入学から卒業までの高校生活をシミュレートする事になる。
校章集め
『4』とほぼ同様だが、今作は三年間の物語である為、卒業や入学に伴って「2コ上」から「2コ下」までの5学年分が存在する。上級生のものは彼らが卒業するまでしか入手できず、下級生のものは彼らが入学してからでなければ入手できない。また、タンカを切らずに、もしくは不意打ちで喧嘩を始めた場合はたとえ勝利しても校章は手に入らない。一部の生徒とは喧嘩することが出来ず、校章を入手するにはテニスなどのミニゲームで勝つ必要がある。校章を入手した生徒はオンラインのランキングバトルに参加させることができる。
治安
物語が進むとマップ毎に平和さがパーセンテージで表示される。低いと店舗が利用できなくなったり、敵がうろつきやすくなる。不良やヤクザ、校章を入手していない生徒等を倒す、一部を除く店舗で買い物をする、人助けをするなどで上昇し、時間経過や一般人に喧嘩を見られると言った要因で下降する。かつて松本が手掛けた『新宿の狼』とほぼ同様のシステム。

## ストーリー
華ケ崎市にある九鬼島高校。超不良校と呼ばれ、恐れられるワルの巣窟だが、片桐龍治という一人の番長によって秩序と平和が保たれていた。そんな中、一人の少年が九鬼島高校に入学してくる。彼の名は朝比奈大吾。全てを拒絶する朝比奈と、生ける伝説である片桐の出会い。それは九鬼島高校激動の時代の幕開けであった。

## 登場人物

### 九鬼島高校普通科
朝比奈 大吾/天涯孤独
声 - 興津和幸
本作の主人公。両親に捨てられ親戚をたらい回しにされたせいで、中学の頃は暴力・恐喝・窃盗を繰り返し、通っていた学校の人間全員に嫌われ恐れられるほど心が荒んでしまっていた。しかし自身が育った養護施設「希望ヶ丘学園」の子供たちには笑顔を見せたりプレゼントを送るなどしており、本来は不器用ながらも思いやりがある優しい性格である。希望ヶ丘学園の経営が芳しくないことを知ってしまったため、カツアゲや相澤にそそのかされ犯罪まがいの行為に手を出そうとするが、片桐龍治に叩きのめされる。その後は宇崎達との友情やオニキスとの戦い等を経て徐々に心情を変化させ、やがて強さと男気を兼ね備えた番長へと成長。九鬼島高校の誰からも慕われるリーダーとなっていく。気合技は貫通ストレート。
片桐 龍治/九鬼島最強
声 - 小野大輔
九鬼島高校の番長。圧倒的な強さと誰もが認める男気で九鬼島高校に秩序をもたらしている。悪の道に走りつつある朝比奈の姿をかつての自分と重ね、彼を止めるべく叩きのめす。以降はその強さを認めた朝比奈に徐々に心を開かれ、慕われるようになっていく。しかし卒業式の前日、相澤の襲撃から希望ヶ丘学園の子供達を庇って重傷を負い、昏睡状態に陥る。
序盤で一度戦うが、通常のプレイではまず秒殺される。条件を満たせばエンディング直前に再戦が可能。条件が満たせなかった場合も戦う展開となるが、実際の喧嘩がカットされる。気合技は挟撃龍。
宇崎 総司/電光石火
声 - 佐々木望
地元中学で番長を張っていた、朝比奈のクラスメイトで最初に戦うことになる強敵。赤のモヒカンと軽薄な口調とは裏腹に仲間や友達のためなら自分を犠牲にしてでも守る正義感をもつ漢である。当初は過度の暴力やカツアゲの挙句に犯罪まがいの行為までクラスメイトに強要させる朝比奈を「クズ」と呼ぶほどだったが、片桐に朝比奈の監視を頼まれ、徐々に友情をはぐくんでいくようになる。終盤に一度、プレイヤーが操作する機会がある。気合技は竜巻アッパー。
富樫 耕一郎/剛毛無比
声 - 檜山修之
広島から九鬼島にきた朝比奈の隣のクラスに所属する男子生徒。ドレッドヘアーと広島弁と時代劇が合わさった独特のしゃべり方が特徴で、正義感と義理人情に篤い好人物だが、熱くなりすぎて空回りすることが多い。朝比奈に敗れた後はクラスが違うのにもかかわらず、朝比奈たちのクラスの輪に入り、宇崎同様に友情をはぐくむ。気合技は爆裂アイアンクロー。
中山 アンディ 浩太/爆撃大王
声 - 櫻井トオル
アメリカ人と日本人のハーフ。故に幼少期に苛められた経験があり、その反動で力こそが正義と信じるようになり、自分の周りを暴力で支配しようと目論んでいる。朝比奈に敗北した後は学内で孤立し、石橋に勧誘されオニキスと手を組んだこともあったが、朝比奈に再び敗れ力だけが全てではないと知る。気合技は猛烈タックル。
前田 鉄/突貫小僧
声 - 小松史法
宇崎の後輩で、中学時代に地元の中学生を束ねるほどの実力者。入学早々に同級生の頂点に立ち、上級生である朝比奈達に喧嘩を挑むも返り討ちに遭う。以後は朝比奈を兄貴と呼び、舎弟にしてもらうべくしつこくつきまとう。康文が朝比奈に負けた後はいつの間にか彼を弟分にしていた。気合技は空手の極み。
金居 康文/臥薪嘗胆
声 - 小野友樹
金居高生の弟で、朝比奈の二学年後輩にあたる。兄の事は元々は尊敬していたが、マッドライドが華ヶ崎連合の軍門に下って以降、「華ヶ崎連合にチームを売った」として嫌悪している。地元でも一目置かれるほどの実力はあるものの、「マッドライドのトップである金居高生の弟」としてしか見られない事に劣等感を抱いており、番長となった朝比奈を倒すことで実力を証明しようとするが完敗する。気合技は真空飛び膝蹴り。
松岡 雷太/雷神
声 - 最上嗣生
九鬼島最強コンビ「風雷神」の片割れで、自称・リーダー。入学直後に片桐に戦いを挑むも敗北し、風間と共に彼を師匠と呼んで慕っている。アメリカンバイカースタイルにこだわりを持つが、大型バイクは金銭的な理由で持っていない。「風雷神」を英語に直訳した「ウィンド・サンダー・ゴッド」から「WTG」というチーム名を勝手に名乗ったことも。気合技は雷雲。
風間 二郎/風神
声 - 北田理道
「風雷神」の片割れ。何をするにも大げさな男だが、仲間思いな性格。松岡とは幼稚園以来の付き合いで、更には実は生まれた病院まで同じだった事もあり、強い絆で結ばれているも、松岡と同じく彼は彼で「風雷神」のリーダーを自称しており、松岡をリーダーとは全く思っていない。気合技は風神之舞。
黒川 道三/冷酷無情
声 - 江川大輔
九鬼島最大の派閥「オニキス」のヘッドで、九鬼島高校普通科を裏で牛耳っている。元々は校内で裏の仕事に手を出していたが、野心から華ヶ先連合に取り入り、オニキスをその下部組織とした。私利私欲の塊かつ冷酷な性格で、計算尽くで動く合理主義者。気合技の100万ボルトはスタンバトンで攻撃するもので、使用するとシブシャバ度が下がってしまう。
石橋 栄亮/悪徳商会
声 - 三宅健太
オニキスの副ヘッド。入学早々に黒川とタイマンを張るも敗北し、以来彼の片腕となる。黒川以外の人間には負けたことがないと自負するだけあって腕が立ち、悪知恵も働く根っからの悪党。だが黒川に比べ冷静さに欠ける面があり、風雷神コンビに対しキレるばかりで黒川のように風雷神の勢いと強さを利用しようという考えに至らないなど頭の切れでも彼にやや劣る。気合技は連続頭突き。
相澤 弘志/卑劣外道（公式サイトでは狡猾尖兵）
声 - 上田燿司
オニキスに所属する赤いジャージとニット帽が特徴の少年。石橋の命令で犯罪紛いの汚い仕事を手掛けている。元々は一人では何もできない人間だったが、黒川の中学の後輩だったという理由でオニキスで幅を利かせている。朝比奈を悪の道に引きずり込もうとするも失敗し、その後も失敗を重ねた事で立場が危うくなり、精神に異常を来していく。やがて片桐を車で轢いて昏睡状態にまで陥らせ、鉄をもナイフで刺し、朝比奈の逆鱗に触れてしまう（ただし、鉄はナイフがベルトのバックルに引っかかった為、無傷であった）。気合技の鉄砲玉は隠し持ったバタフライナイフで突き刺すもので、使用するとシブシャバ度が下がってしまう。

### 九鬼島高校工業科
九鬼島高校のもう一つの科。外壁は有刺鉄線が張り巡らされており、校舎は普通科以上に荒れ果てており、鉄格子など刑務所そのものである。基本的に生徒たちは普通科の生徒を「坊ちゃん」などと呼んで見下しているが、千石など普通に接する生徒や、工業化の悪環境に後悔して編入したい者、普通科に入りたがっている生徒なども少なからずいる。
千石 雄飛/千両役者
声 - 真殿光昭
大阪からやってきた関西弁で話す端正な顔立ちの生徒で、普通科の生徒を見下さない数少ない少年。朝比奈の前に現れ、いつの間にかその懐に入り込み、時には彼を導く不思議な少年である。かつて恋人を事故で失った際、後追い自殺しようとした所を片桐に諭され、以降は彼を慕うようになっていた。その片桐に頼まれて朝比奈を陰ながら見守っており、九鬼島高校の危機に際して朝比奈に協力する。終盤に一度、プレイヤーが操作する機会がある。気合技は寸勁という最小限の動きで最大級の威力が出るが気合ゲージの消費が激しい技。
神崎 蓮/純血暴君
声 - 広田みのる
九鬼島高校工業科史上最強と呼ばれる男。とても二十歳前後とは思えない凶悪な風貌が特徴。巨大ヤクザ組織の御曹司であり、将来はその組長になる事が約束されているが、地元だけでは満足せず全国を狙う為、敢えて九鬼島高校工業科に入学した。警察官に暴行を働いたことで少年刑務所の上特少に収監されていたが、二年の時を経て九鬼島へ戻ってくる。気合技は監獄。
城之内 一郎/性徒会長
声 - 佐藤拓也
中性的な容姿を持つ美男子だが、オネエ口調で話し、性格もオカマに近い。しかし工業科でも屈指の実力の持ち主である。神崎を崇拝しており、本来なら既に卒業している身分でありながら留年してまで神崎の帰りを待っている。彼に目をつけられた生徒は激しい暴行を受けたあと「城之内の部屋」と呼ばれる場所に連れ込まれ、口にするのも憚られるような体験をさせられる…という都市伝説が九鬼島高校にて囁かれている。気合技は合体密着乙女という口にするのも憚られる技。
難波 藤丸/野生猿
声 - 布施川一寛
鍛え上げられた肉体を持つ工業科新入生。千石と同じく普通科生徒を見下さない。小柄で童顔な見た目からナメられる事が多かった為、それが却って彼の闘争心を増長させ、やがて地元では敵無しとなるほどの実力を得る。復学したばかりの神崎に戦いを挑むが秒殺され、渋々その軍門に下る。気合技はモンキーハリケーンという敵の持っているアイテムを落とさせる技。

### 華ヶ崎連合
御堂 辰哉/九鬼島最凶
声 - 子安武人
半グレ集団「華ヶ崎連合」の総長。片桐とは元親友であり、かつては「十字龍（クロスドラゴン）」というチームを組んで悪の限りを尽くしていたが、片桐が更生した事で袂を分かった。幼少期の経験から大人社会への反逆を目論み、表と裏の社会を暴力と金で支配しようと企む。気合技はクロスデビル。
金居 高生/不闘不屈
声 - 小西克幸
華ヶ崎連合傘下のバイクチーム「マッドライド」のヘッド。「生ける伝説」と称されるほどの実力者で連合内でも一目置かれているが、実際は無駄な争いを好まない優しい性格であり、仲間達からの信頼も厚い。気合技は連続真空飛びヒザ蹴り。
犬飼 剛志/極悪参謀
声 - 小山剛志
十字龍の幹部で、連合の官房長官的ポジション。華ヶ崎地区で裏社会が絡む事件のほとんどに関わっているとされる。目的の為には手段を選ばず、法を犯す事にも躊躇がない悪党。宇崎の拳を潰す、千尋を拉致して九鬼島を同士討ちさせようとするなど数々の卑劣な行いを繰り返していたが、稲葉とつるんだ千尋を人質に取った作戦が失敗し組織内での権威が失墜。怒り狂って朝比奈と戦うも一度ならず二度までも敗北。最終的には御堂に命乞いするも切り捨てられ、事件後に御堂と共に警察に逮捕された。気合技の強制取り立ては相手から金を吐き出させるが、それを拾うとシブシャバ度が下がってしまう。
長谷川 大輝/御洒落殿下
声 - 川原慶久
華ヶ崎連合傘下「堕天使」のヘッド。ファッションに強いこだわりを持ち、自分の服が汚れる事を極端に嫌う。チャラい印象だが、喧嘩は強く、服を汚さず華麗に勝つ事を美学としている。気合技はマネキンコレクション。
稲葉 翔太/完全超悪
声 - 烏丸祐一
華ヶ崎連合傘下「阿修羅」のヘッド。顔中ピアスだらけの外見に違わない狂気的、攻撃的な性格であり、犯罪行為にも平気で手を染める狂人。犬飼と共に千尋を人質に朝比奈をヒットマンとして利用し、九鬼島を同士討ちさせようとしたが千石ら工業科によって失敗。怒りに燃える朝比奈に完膚なきまでに倒された。気合技の阿修羅切りはナイフによる連続攻撃で、使うとシブシャバ度が下がる。
熊井 力/悪熊超儘
声 - 広田みのる
華ヶ崎連合傘下「八津幡愚蓮隊」の総長で「八津幡の狂気の熊」と呼ばれる男。頭部と右目に巨大な傷痕を持つ巨漢であり、人を殴るのが何より好きというサディスティックな性格である。気合技はスーパーヒップドロップ。
二階堂 憲明/鉄壁
声 - 三宅健太
十字龍親衛隊隊長の2メートル近い大男。非常に無口で、常にフードとマスクで顔を隠している為、連合内ですら不気味がられて誰も近付こうとせず、その素性も不明。素顔を見たことがあるのは御堂だけらしい。気合技は闇之咆哮。

### その他
七瀬 桃太郎/行雲流水
声 - 藤原啓治
華ヶ崎海岸の海の家のオーナーで、自称「ジョニー」。サーフィンが趣味。元極道であり、片桐の育ての親である片桐信とは親友であった。片桐の見舞いに来た際に朝比奈と知り合い、彼と友人達をバイトに誘う。
七瀬 千尋/黒帯少女
声 - 川澄綾子
本作のヒロイン。七瀬桃太郎の娘であり、父の経営する海の家でアルバイトをしている。幼少期から空手を嗜んでおり、ナンパされても得意のハイキックで軽くあしらえている。ただし、あくまで普通の少女である為、喧嘩の実力者相手には太刀打ちできず、ハイキックも通じない。朝比奈とはお互いに最悪の第一印象を抱くような出会い方だったが、その一年後に彼等が海の家でバイトを始めた事をきっかけに、徐々に距離を縮めていく。
彼女には好感度が設定されている。一緒にビーチバレーに参加して勝利したり、プレゼントを贈ると好感度が上昇し、一定以上でエンディングに影響する。
手島 美咲
声 - 上坂すみれ
朝比奈と同じく希望ヶ丘学園で育った少女。朝比奈が施設を出た今では最年長であり、幼い子供達の面倒を見ている。朝比奈に好意を抱いている。なお、イラストでは冬着で描かれているが、実際のゲームでは夏着と制服姿でしか登場しない。

## コラボレーション
株式会社チェリオコーポレーションとのコラボレーションによりゲーム内にチェリオ関連の商品が登場。
2015年からはチェリオの自販機に喧嘩番長6の広告が張り出されている。